# Columbia Accident Investigation Board

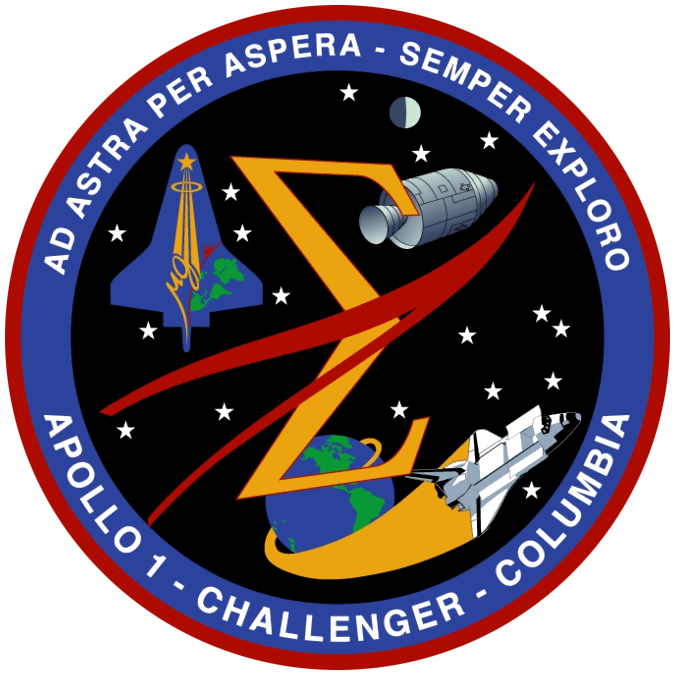
Amerikai űrkatasztrófákra emlékező jelvény

A CAIB (Columbia Accident Investigation Board) a NASA által létrehozott bizottság, amely a Columbia űrrepülőgép 2003. február 1-jei elvesztését vizsgálta. A CAIB 2003. augusztus 26-án közzétette a vizsgálati eredményeket, és ajánlásokat adott a NASA-nak a repülések biztonsága érdekében. A bizottságot Hal Gehman (Amerikai Haditengerészet) vezette. A Columbia-katasztrófában hét űrhajós halt meg.

### Magyar oldalak
- Először nyilatkozott a Columbia vizsgálóbizottsága (2003. március 10.) Archiválva 2003. április 19-i dátummal a Wayback Machine-ben
- Részletes összeállítás az űrrepülőgép katasztrófájáról (origo)[halott link]
- A vizsgálat lezárult (2003. augusztus 21.)
- A bűnös: a hab és a NASA szervezete (2003. augusztus 26.)
- A NASA válasza a Columbia-jelentésre (2003. szeptember 10.)

A Columbia-jelentés (Űrvilág):
- - A Columbia-jelentés (1. rész): Mi történt?
  - A Columbia-jelentés (2. rész): A baleset műszaki háttere
  - A Columbia-jelentés (3. rész): A baleset műszaki hátterének további részletei
  - A Columbia-jelentés (4. rész): Politika és bürokrácia
  - A Columbia-jelentés (5. rész): Ajánlások
  - A Columbia-jelentés (6. rész): A többi ajánlás

### Külföldi oldalak
- A CAIB honlapja